# San Sperato
San Sperato insieme ai quartieri di San Giorgio e Modena costituisce la VII Circoscrizione del Comune di Reggio Calabria, collocato tra il torrente Sant'Agata e il Torrente Calopinace.
San Sperato si festeggia il 17 luglio in ricordo del santo martirizzato nel II secolo con altri compagni di fede, a Scilio in Numidia. San Sperato ha costituito sin dall'antichità un nodo di collegamento tra la città di Reggio Calabria e i territori circostanti. Le prime testimonianze datano dal 1060 e già da allora fu un casale economicamente fiorente ed operoso tanto da diventare più avanti, sotto l'Imperatore Federico II di Svevia (1234), sede di una fiera che si teneva nel mese di luglio, nei dintorni della chiesa.
Per quanto attiene alla storia della chiesa Sansperatese, da alcuni documenti relativi alle visite pastorali di Mons. D'Afflitto nel territorio di San Sperato dal 1595 al 1636, si rileva che una prima richiesta di istituzione della Parrocchia risale al 13 aprile 1597.
Il 16 febbraio 1599 venne istituita la parrocchia con Bolla e "Istrumento pubblico" da Mons. D'Afflitto stesso e, in attesa di un Parroco titolare fu designato come vicario il Rev. Francesco Cosentino, reggino.
Il primo parroco fu Fulgenzio Paviglianiti insediatosi in seguito al canonico concorso del 1º maggio 1632.
L'antico borgo non corrispondeva all'attuale sito del quartiere San Sperato. Il nucleo principale dell'abitato sorgeva lungo l'odierna via Colonnello Maddalena e la Via Vecchia San Sperato. La chiesa sorgeva, già prima del 1597, nel centro abitato lungo l'attuale via Colonnello Maddalena al limite della strada denominata Fossi, era dedicata al culto di San Sperato. Era "libera intorno da altre costruzioni e da altri impedimenti e ornata bene all'interno e all'esterno e sicura sia per quanto riguarda le finestre che le porte". Era coronata di "un unico Altare maggiore con una grande statua scolpita del glorioso San Sperato (Vescovo e Confessore) a questo Altare si accedeva attraverso tre gradini e nel mezzo c'era un tabernacolo proporzionato". La chiesa era però priva, nel 1617, di coro e balaustra e durante le celebrazioni solenni solevano essere sistemate alcune panche per i cantori e gli officianti.
La nuova chiesa fu edificata dove si trova attualmente in sostituzione di una baracca provvisoria e fu benedetta il 15 luglio 1928; rifinita e completata nel 1959 è stata nuovamente benedetta da Mons. Ferro il 12 luglio 1962: la devozione ha voluto affiancare al culto di San Sperato anche quello della Madonna della Catena.
Possiamo documentare la situazione anagrafica degli abitanti del quartiere attingendo ai registri parrocchiali che risalgono al 1759.
Anche le campane della chiesa hanno una loro storia; quasi certamente sono quelle della vecchia chiesa. La campana grande porta la seguente iscrizione: "Anno Domini 1848 Demetrius Tripepi Parrochus et Rector - Giovanni Santoro Fonditore". Mentre sulla campana piccola è possibile leggere solo la data 1756.

## Il toponimo
Trattasi di un agiotoponimo. Il nome Sperato deriva dal latino Speratus che vuol dire sperato, desiderato, aspettato.